# Vadzim Machnew
Vadzim Machnew  (Minsk, 21 december 1979) is een Wit-Russisch kanovaarder.
Machnew won vier olympische medailles
Machnew werd zevenmaal wereldkampioen.

## Belangrijkste resultaten

### Olympische Zomerspelen
| Editie | Plaats | Resultaten            |
| ------ | ------ | --------------------- |
| 2004   | Athene | K-2 500m 6e K-4 1000m |
| 2008   | Peking | K-4 1000m K-2 500m    |
| 2012   | Londen | K-4 200m              |

### Wereldkampioenschappen vlakwater
| Jaar | Plaats      | Resultaten                                     |
| ---- | ----------- | ---------------------------------------------- |
| 2002 | Sevilla     | K-4 500 m                                      |
| 2003 | Gainesville | K-2 500 m                                      |
| 2005 | Zagreb      | K-4 500 m · K-4 200 m                          |
| 2006 | Szeged      | K-4 1000 m                                     |
| 2007 | Duisburg    | K-2 200 m · K-2 500 m                          |
| 2009 | Dartmouth   | K-2 200 m · K-2 500 m · K-4 200 m · K-4 1000 m |
| 2010 | Poznań      | K-2 500 m · K-4 1000 m                         |
| 2011 | Szeged      | K-2 200 m                                      |
| 2013 | Duisburg    | K–2 500 m                                      |
| 2014 | Moskou      | K-2 500 m                                      |

1964: Anatoli Grisjin & Vjatsjeslav Ionov & Vladimir Morozov & Nikolai Tsjoezjikov ·
1968: Steinar Amundsen & Tore Berger & Jan Johansen & Egil Søby ·
1972: Valeri Didenko & Joeri Filatov & Vladimir Morozov & Joeri Stetsenko ·
1976: Aleksandr Degtjarev & Joeri Filatov & Vladimir Morozov & Sergej Tsjoechrai ·
1980: Bernd Duvigneau & Rüdiger Helm & Harald Marg & Bernd Olbricht ·
1984: Grant Bramwell & Ian Ferguson & Paul MacDonald & Alan Thompson ·
1988: Attila Ábrahám & Ferenc Csipes & Zsolt Gyulay & Sándor Hódosi ·
1992: Mario von Appen & Oliver Kegel & Thomas Reineck & André Wohllebe ·
1996: Detlef Hofmann & Thomas Reineck & Olaf Winter & Mark Zabel ·
2000: Gábor Horváth & Zoltán Kammerer & Botond Storcz & Ákos Vereckei ·
2004: Gábor Horváth & Zoltán Kammerer & Botond Storcz & Ákos Vereckei ·
2008: Abalmasaw & Litvintsjoek & Machnew & Pjatroesjenka ·
2012: Jacob Clear & Dave Smith & Tate Smith & Murray Stewart ·
2016: Marcus Groß & Max Hoff & Tom Liebscher & Max Rendschmidt